# シャトー＝シャロン
シャトー＝シャロン （Château-Chalon）は、フランス、ブルゴーニュ＝フランシュ＝コンテ地域圏、ジュラ県のコミューン。
ジュラ県観光のメッカであるシャトー＝シャロンは、フランスの最も美しい村やフランスの特徴ある小さな町（fr）に登録されており、村や周辺のコミューンはブドウ畑の風景に囲まれている。そのブドウ畑からは、ジュラのワインで最も有名な黄ワイン（fr）であり、フランシュ＝コンテの美食を物語るシャトー＝シャロンAOCが生産されている。

## 地理
シャトー＝シャロンは、オート・セイユ川谷を見下ろす台地の端に築かれた、『鷹の巣村』である。川はボーム＝レ＝メシュールで盲谷に流れ込む。村はヌヴィー＝シュル＝セイユ、ヴォワトゥール、メネトリュ＝ル＝ヴィニョーブルの、丘の中腹にあるブドウ畑を見下ろしている。これがジュラのワインで最も有名なシャトー＝シャロンのワインの名声を作った。

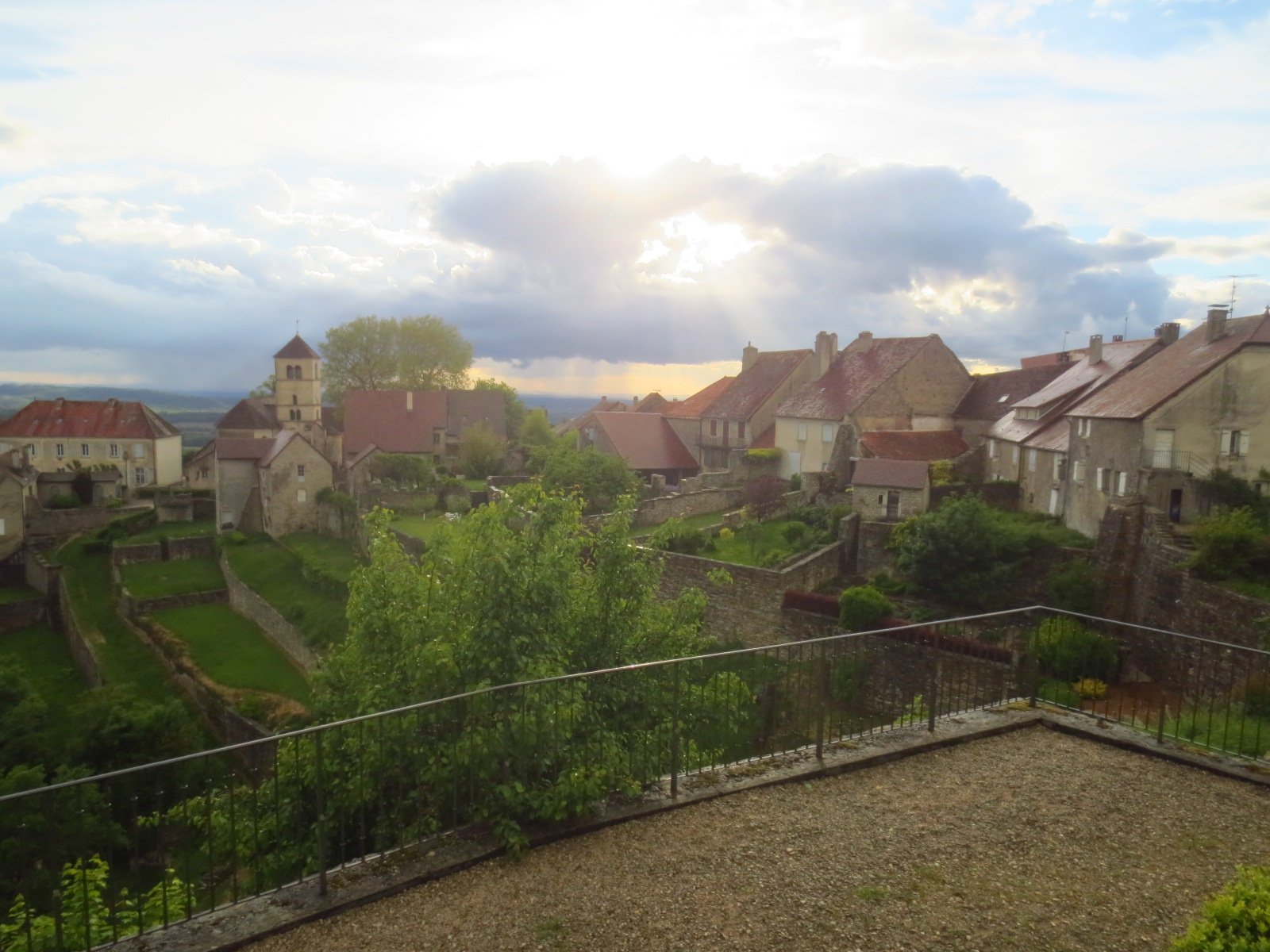
崖の端にはかつてのシャトー＝シャロン修道院の遺構が残る
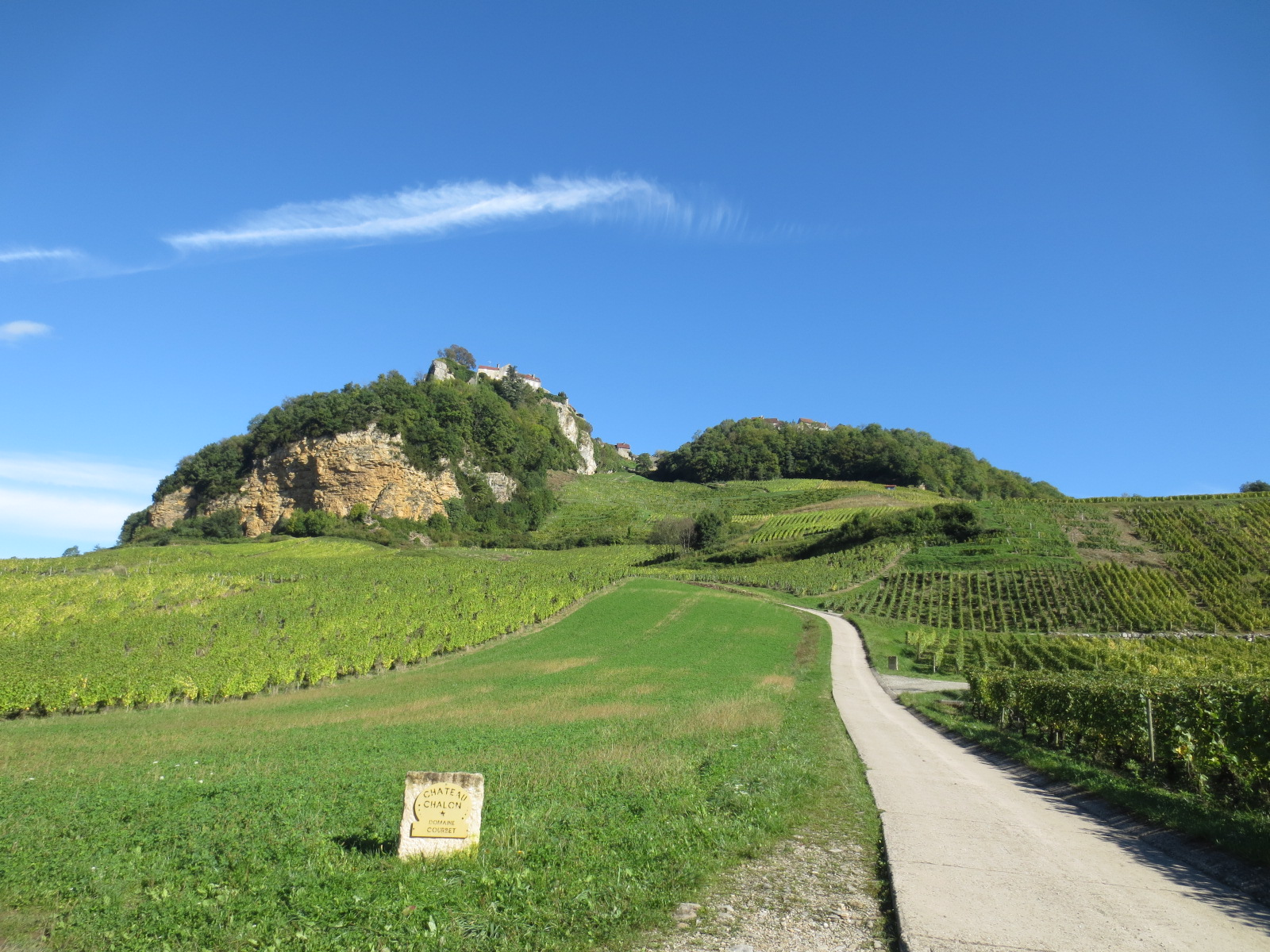
シャトーシャロンAOCのブドウ畑を見下ろす
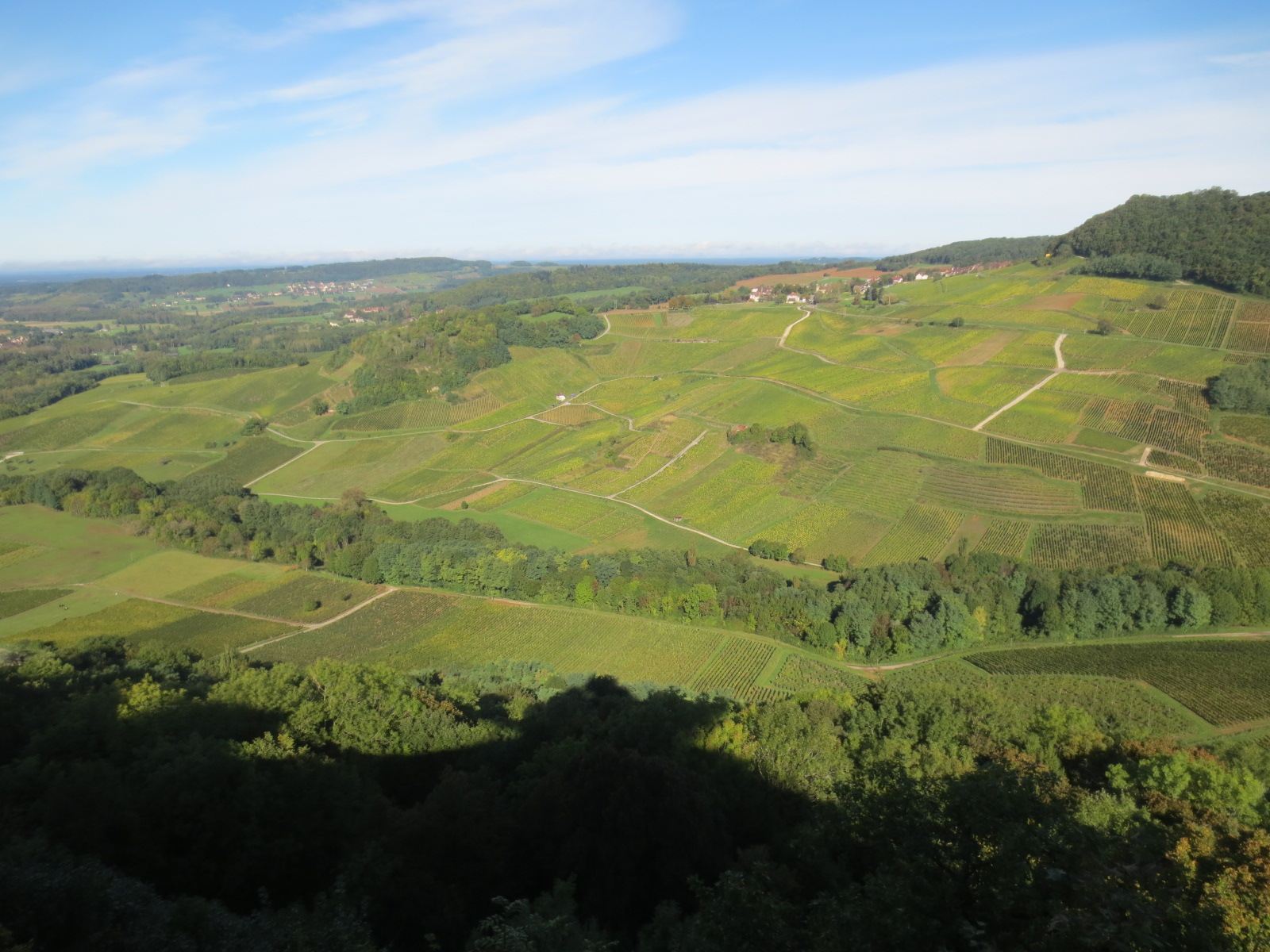
シャトーシャロンAOCのブドウ畑
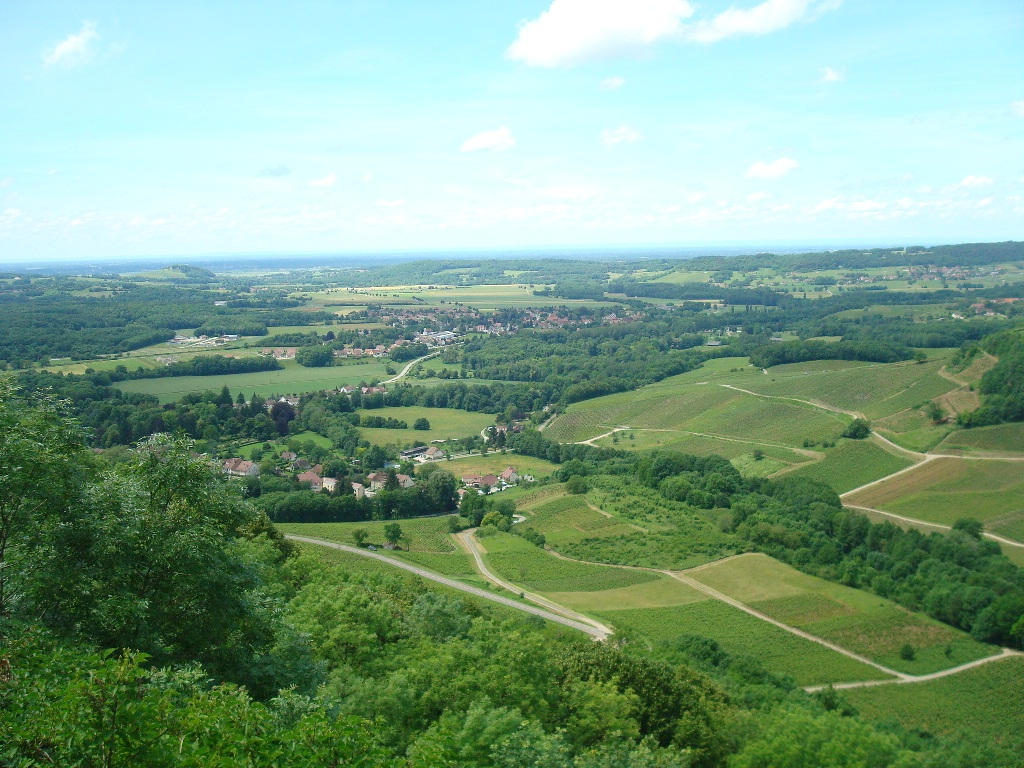
平野とブドウ畑の景色

## 歴史
シャトー＝シャロンと周辺の村のブドウ畑が生み出すジュラのワインは認められており、古くはガリア時代のセクアネス族（fr）から評価され、ローマ帝国の影響を受けて発展した。ローマ皇帝プロブスは280年の勅令によって、セクアニー（古代のフランシュ＝コンテ）の良好な丘の上にたくさんのブドウの木を植えるよう命じた。このブドウ畑から作られたワインが成功を収めた。
カロリング朝時代のブルグント王国からフランス革命まで、7世紀に創設されたシャトー＝シャロン修道院は20人のベネディクト会派の修道女たちが運営し、その後20人は上級貴族出身の世俗律修女（fr、修道請願に拘束されず、一定の規律の下で共同生活を行う修道会に属する女性）が占めた。修道院はシャトー＝シャロンのサン・ピエール教会に隣接していた。修道院建物は初期ロマネスク様式と初期ゴシック様式が組み合わされており、11世紀に板石で屋根を葺いている。この場所には、サン・ピエールの井戸や、かつてノートルダム修道院（現在は痕跡がない）があった。

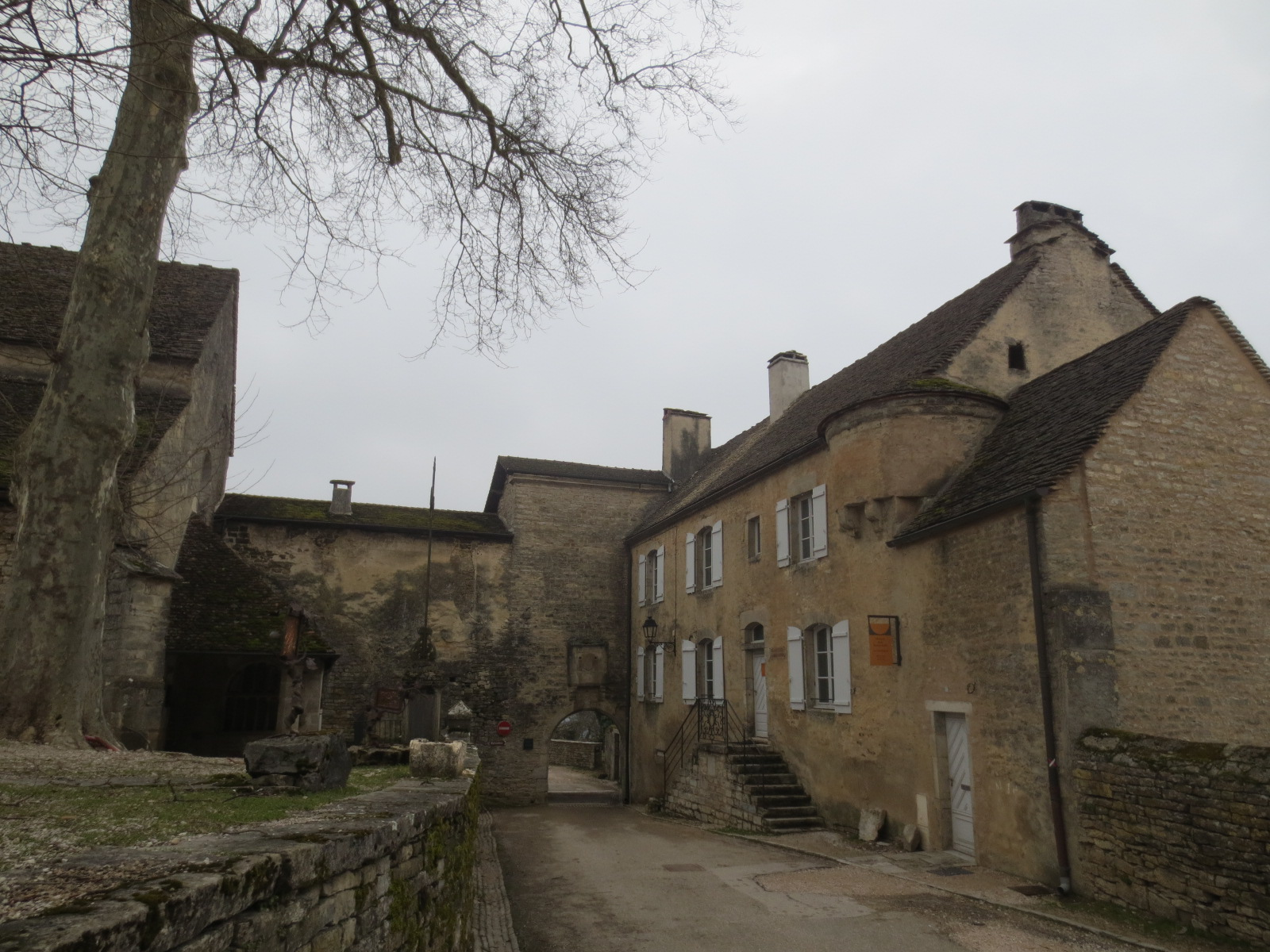
修道院入り口およびフロワ・ピニョン邸
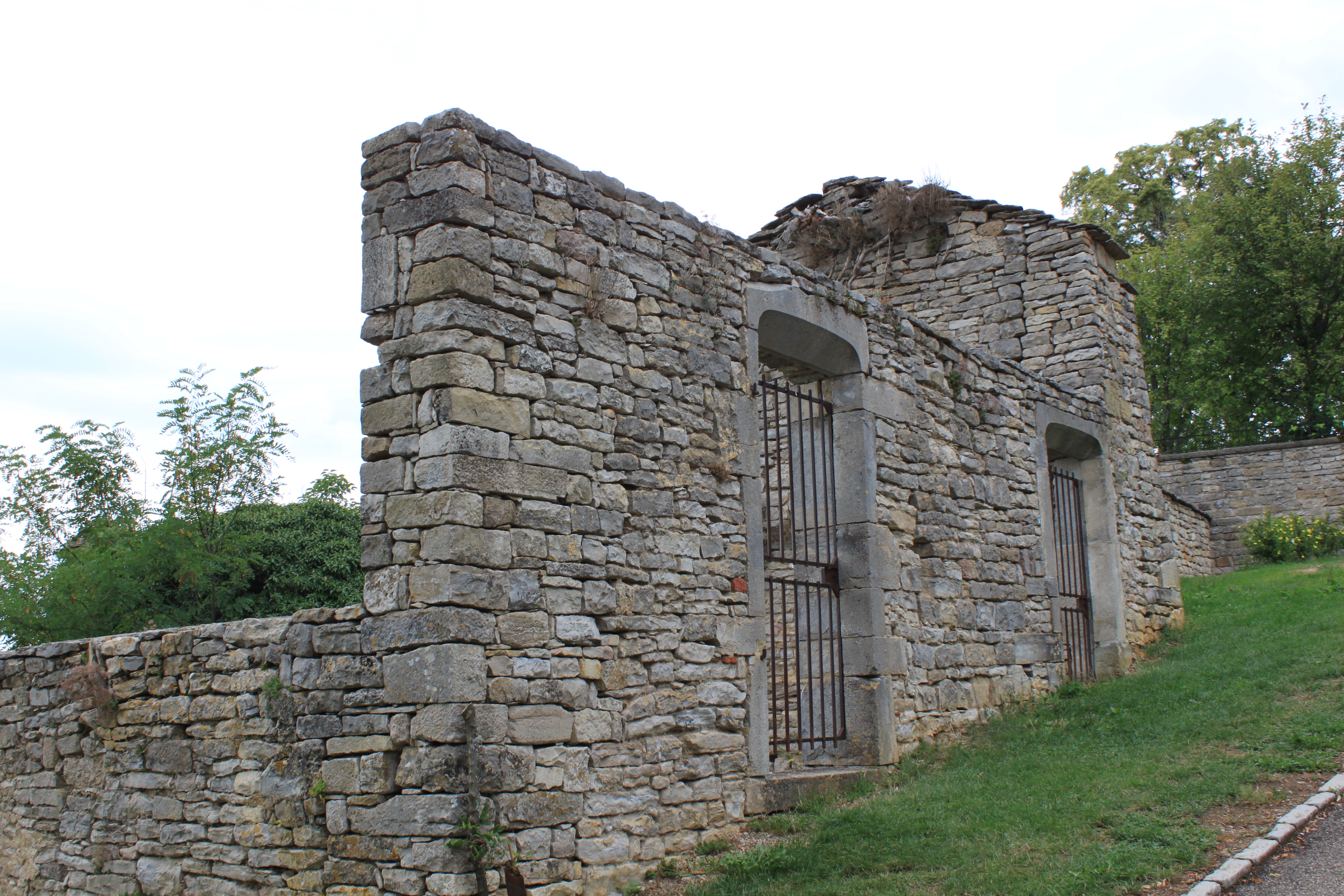
最後の世俗律修女・修道院長スタン夫人邸の跡地
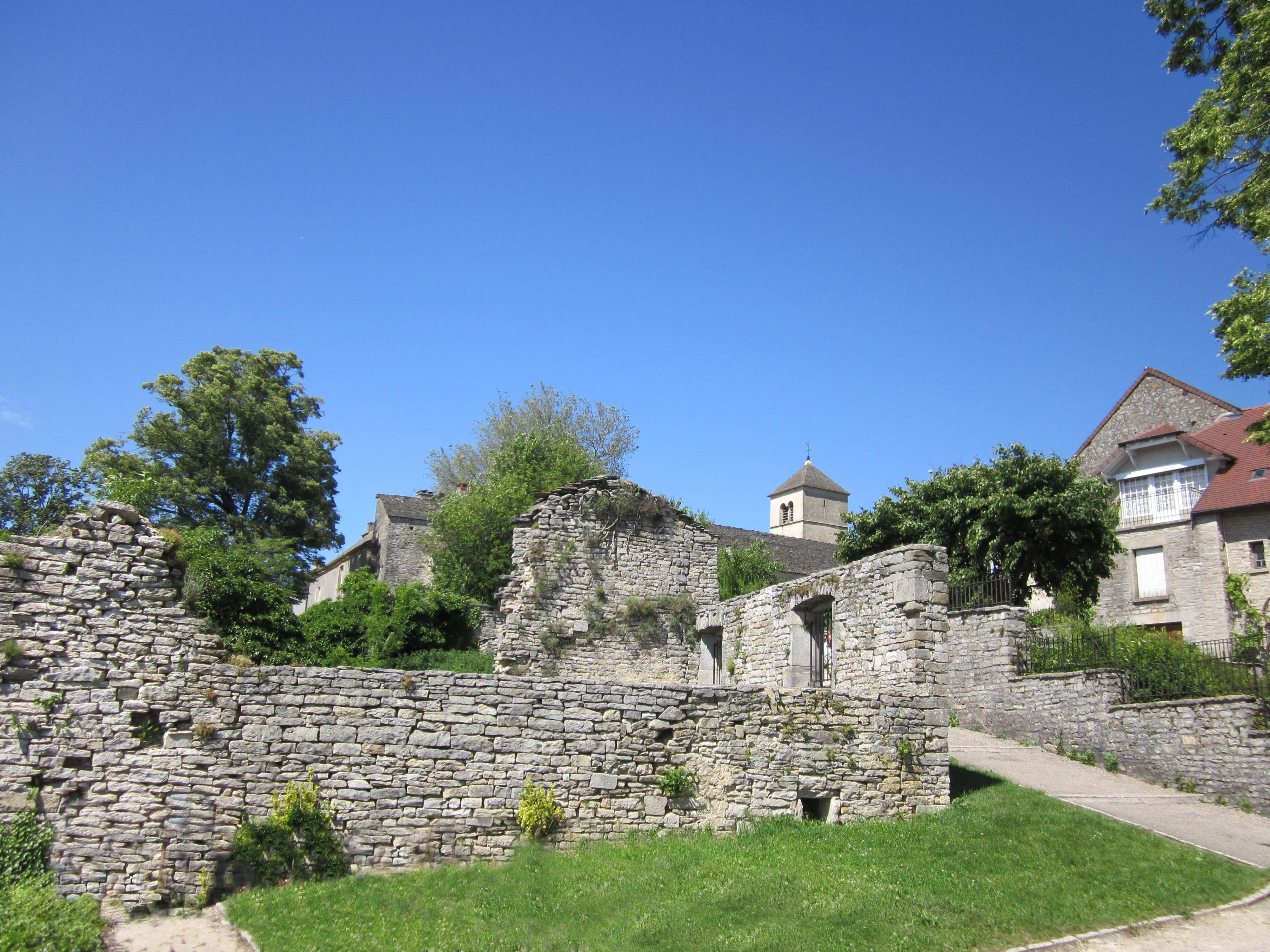
スタン夫人邸跡地
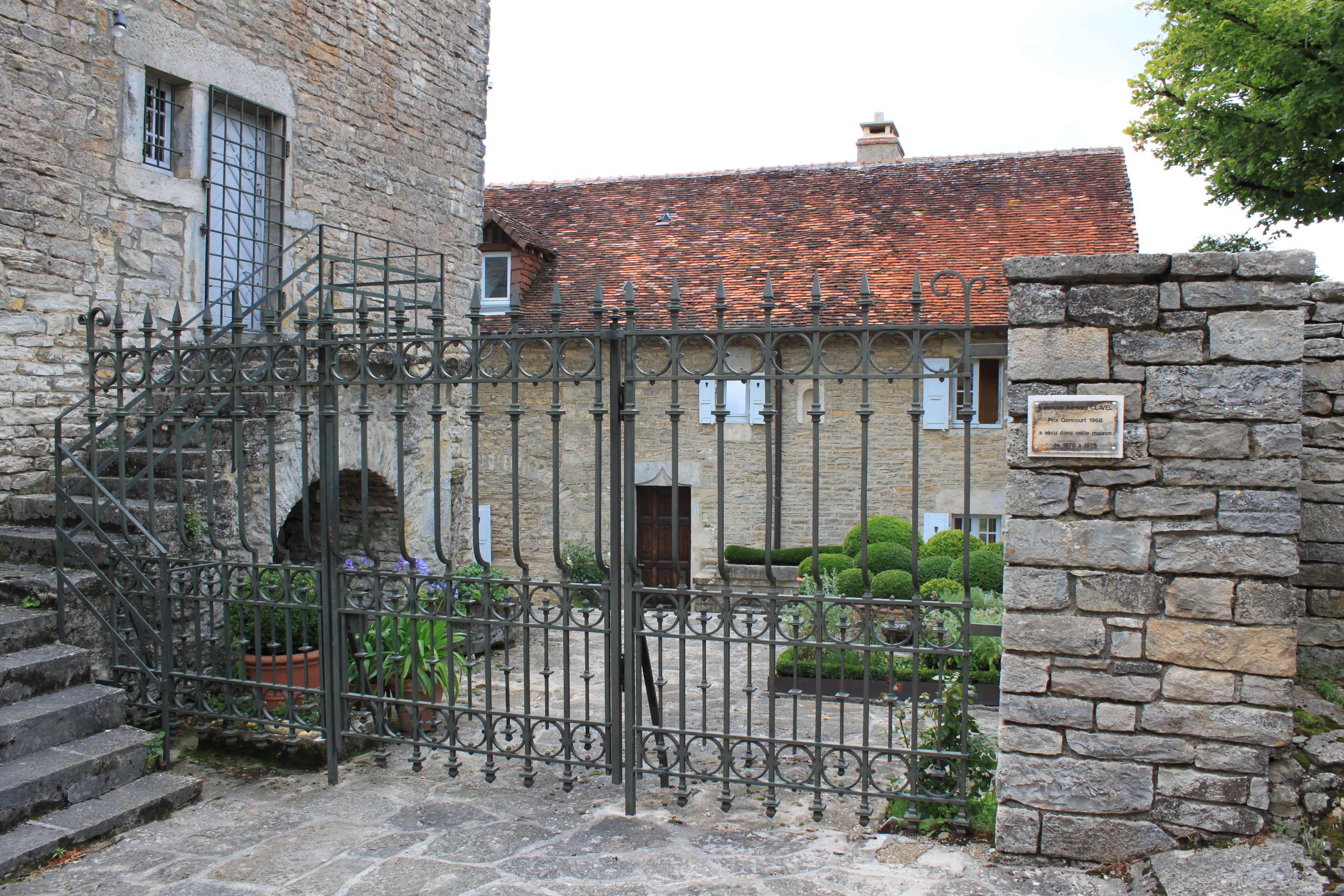
小説家ベルナール・クラヴェルがかつて暮らした住宅
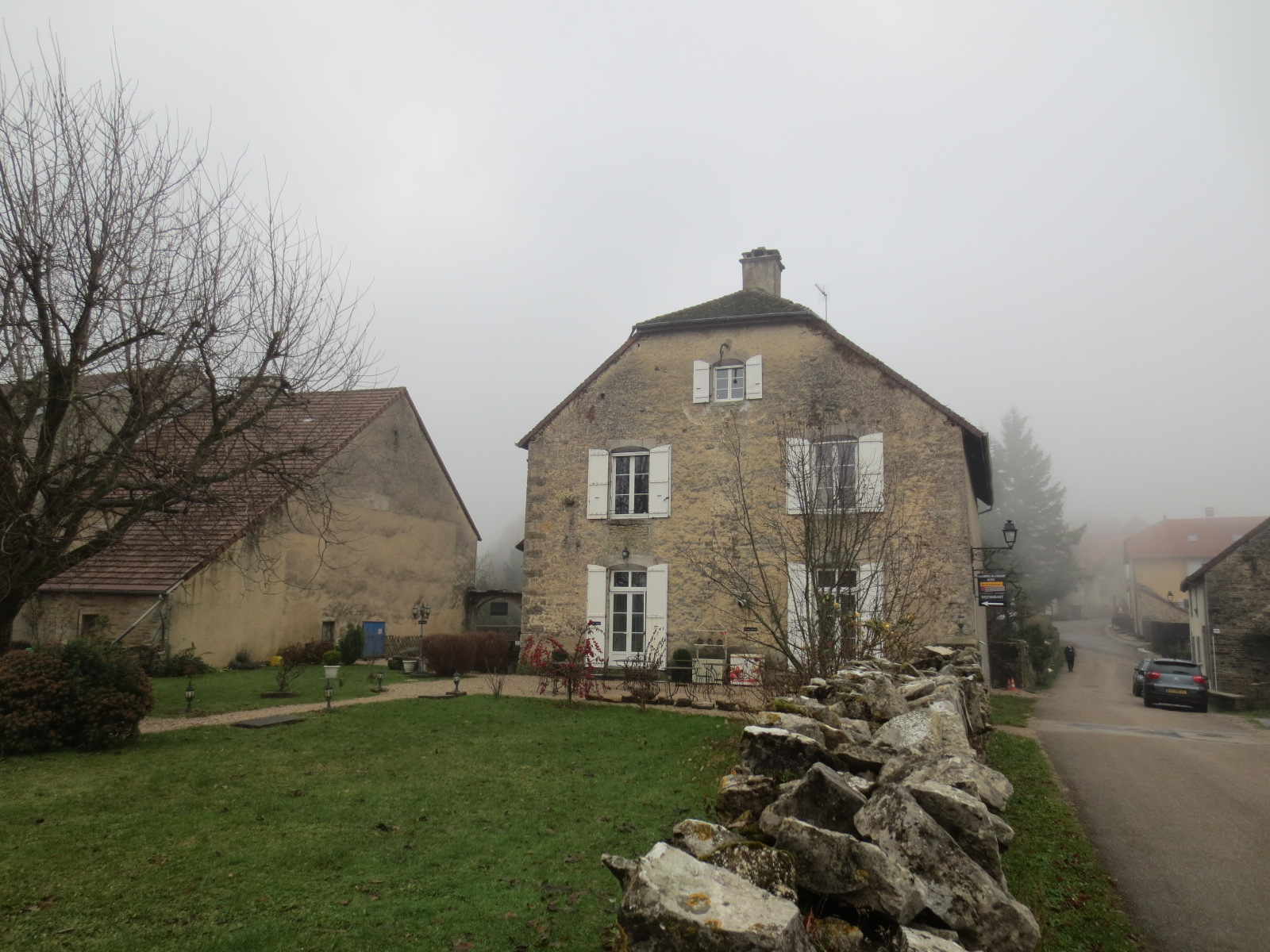
修道院の伝説的な創始者、貴族ノルベールの妻ウズビアの家

シャトー＝シャロンの要塞城（フランシュ＝コンテ最古の要塞の1つ。現在は壁やダンジョンが一部残るのみ）は、9世紀にカロリング朝のシャルル2世によって築かれた。要塞城は13世紀、シャロン伯ジャン1世（fr）によって再建されている。彼は強力なシャロン＝アルレ家（fr）の開祖であり、シャロンの名をコミューンに与えた。

## 人口統計
| 1962年 | 1968年 | 1975年 | 1982年 | 1990年 | 1999年 | 2007年 | 2014年 |
| ------ | ------ | ------ | ------ | ------ | ------ | ------ | ------ |
| 207    | 192    | 160    | 156    | 153    | 160    | 167    | 153    |

参照元:1962年から1999年までは複数コミューンに住所登録をする者の重複分を除いたもの。それ以降は当該コミューンの人口統計によるもの。1999年までEHESS/Cassini、2006年以降INSEE。

## 史跡

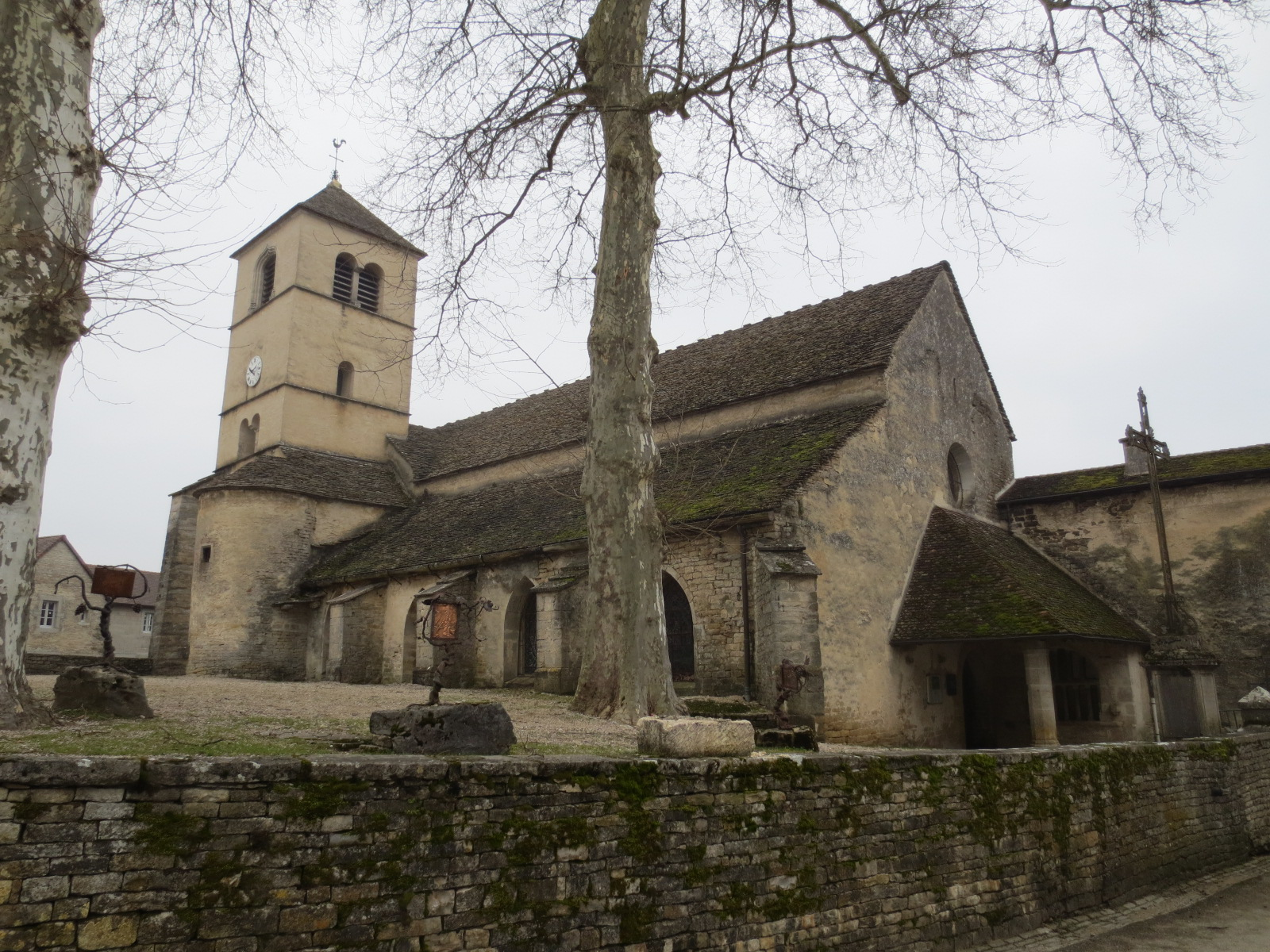
サン・ピエール教会
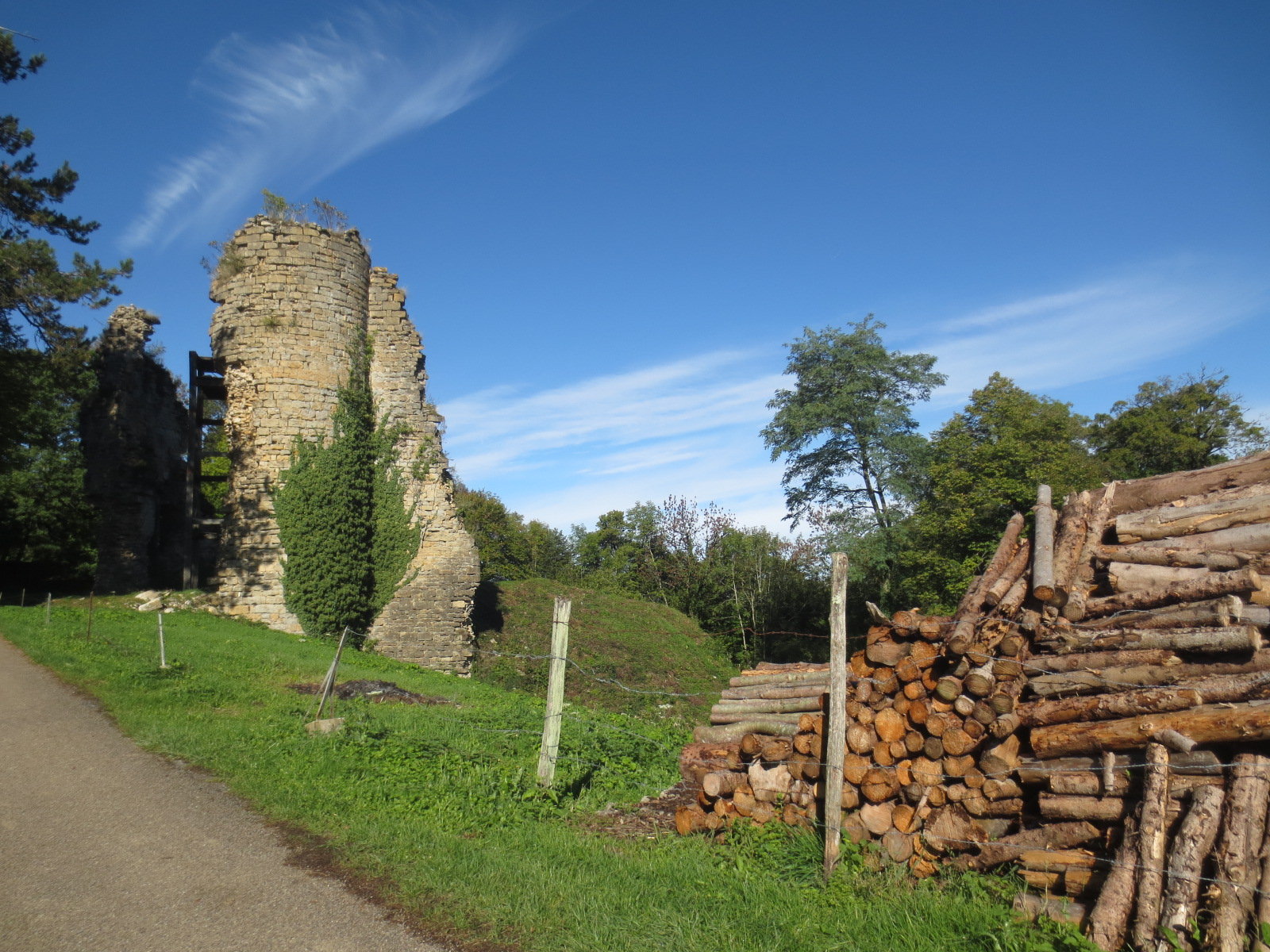
シャトー＝シャロン要塞城のダンジョン跡
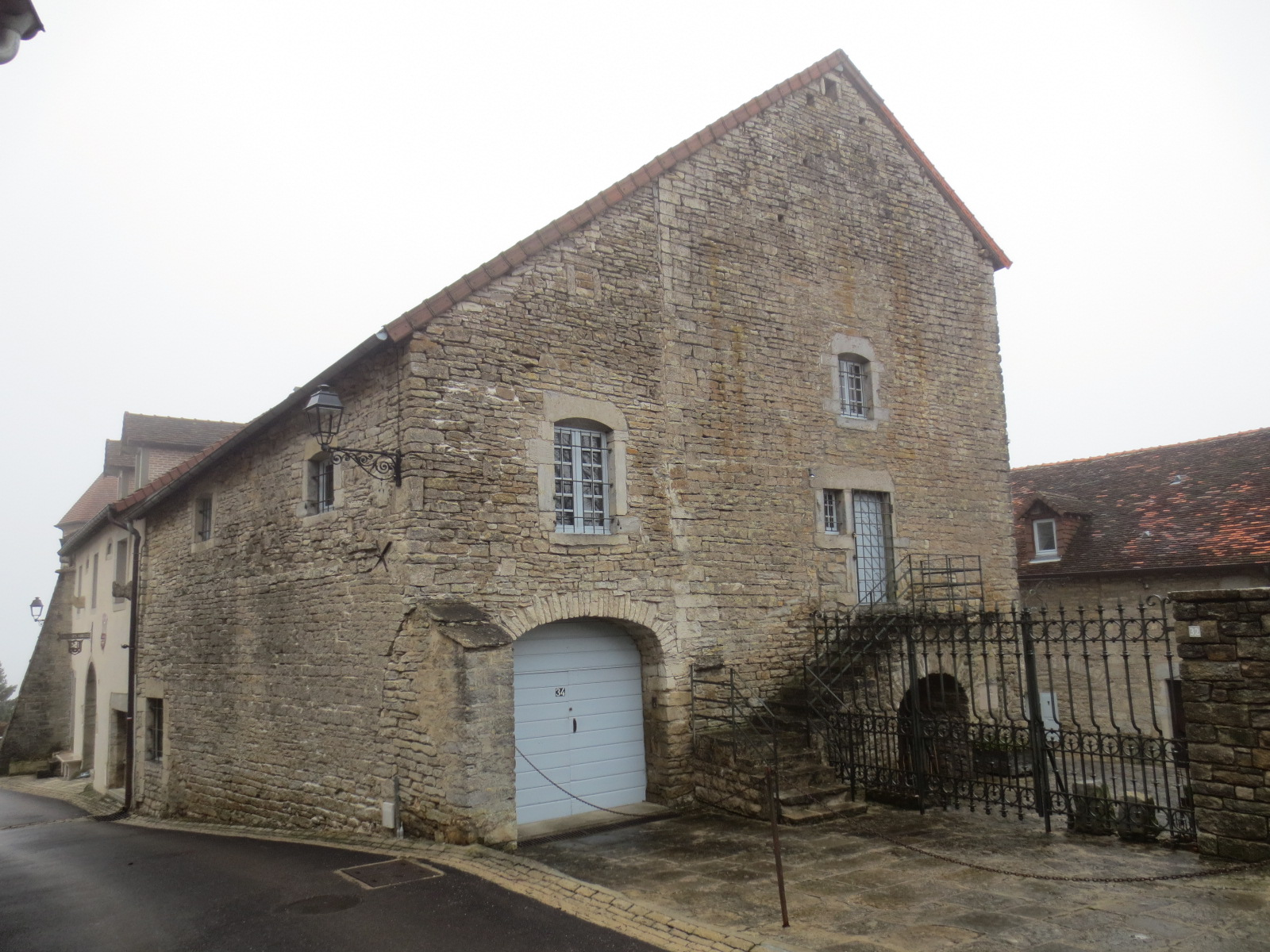
ルレ・デザベスの旅籠
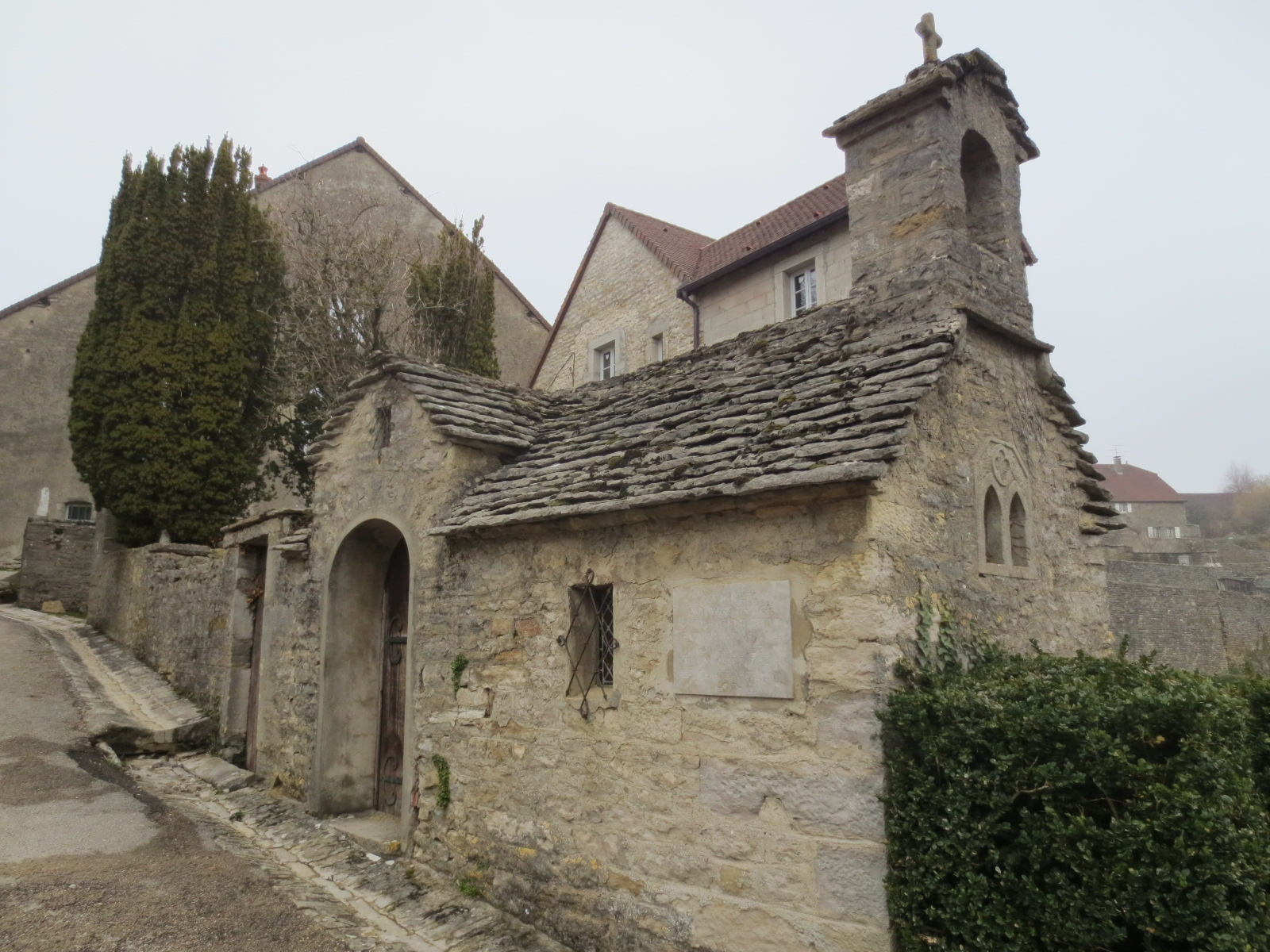
町のワイン醸造業者の守護聖人を崇敬する、サン・ヴェルニエ礼拝堂